# Marian Klaus
Marian Klaus (ur. 17 czerwca 1926 w Trzcińcu koło Bydgoszczy, zm. 17 stycznia 2013 w Gorzowie Wielkopolskim) – polski muzyk, kompozytor, nauczyciel, stroiciel fortepianów i akordeonów. Żona Monika Klaus (1930-1990) dyrektorka przedszkoli w Drezdenku (1951-1958) i Gorzowie Wlkp. ZWCH Chemitex Stilon (1958-1976). Dwóch synów Rafał i Jacek, troje wnuków Michał, Barbara i Urszula.

## Życiorys
Pochodził z rodziny od wielu pokoleń związanych zawodowo z muzyką. Od 7 roku życia uczył się i występował (w Mogilnie) grając na skrzypcach, fortepianie i akordeonie. Od 1938 był harcerzem. W 1939 r. II wojna światowa przerwała ostatni obóz harcerski. W czasie okupacji zesłany na przymusowe roboty do Poznania (1940–1944) i Łodzi. W 1945 wrócił do jeszcze wyzwalanego Poznania, gdzie w 1946 ukończył z wyróżnieniem klasę skrzypiec u Kazimierza Nowickiego. W lipcu 1946 roku przeprowadził się do Gorzowa Wielkopolskiego, gdzie już od 1945 mieszkała jego cała rodzina.
W latach czterdziestych i pięćdziesiątych pracował jako skrzypek w pierwszych gorzowskich orkiestrach kameralnych prowadzonych w różnych okresach przez Mikołaja Dudarenkę (1946-1948), Józefa Rezlera (1948-1950) i Tadeusza Góralczyka.
Od 1946 aż do 1983 roku był muzykiem rozrywkowym. Grał i kierował zespołami muzycznymi w Gorzowie Wielkopolskim (1946-1983, głównie Casablanka, Wenecja, i wiele innych), Międzyzdrojach (sezon letni 1948-1958), Szklarskiej Porębie (sezon zimowy 1948-1953), Poznaniu (1950-1961 – Adria, Pod Koziołkami, Rarytas), i wielu innych ośrodkach Polski. W prasie regionalnej wspominano, że Marian Klaus stworzył niezapomnianą atmosferę pięknie położonej Wenecji i luksusowej Casablanki.
Znajomość między innymi z Leonem Szombarą (prekursorem polskiego jazzu), Krzysztofem Komedą (polskim kompozytorem jazzowym), Józefem Rezlerem (profesorem Akademii Muzycznej w Bydgoszczy), Czesławem Cupakiem (kompozytorem muzyki rozrywkowej w Szczecinie) stała się przyczynkiem do rozpoczęcia przez Klausa pracy twórczej – kompozytorskiej. Nakłoniony przez swoich przyjaciół komponuje od lat czterdziestych muzykę rozrywkową.
Jest autorem około 70 utworów utrzymanych głównie na pograniczu cool i smooth jazzu o synkopowanym rytmie. Jego twórczość to synteza muzyki jazzowej opartej na klasycznym stylu swingowym z balladową muzyką rytmów brazylijskich i kubańskich – bossa novach. W twórczości znajdują się również dynamiczne utwory stylu bebop oraz melodyjne czardasze.
Do klasyki stanowiącej gorzowskie standardy jazzowe muzycy zaliczają: „Gorzowski wieczór w Casablance”, „Żółty kanarek”, „Nowy Swing”, „Akant”, „Faeton”, „Roczek Basi”, „Pimpek”, „Rafał i Jacek”, „Jakie to znaki” czy „Bananowa spódnica” i „Błękitna bossa-nova”. Atmosferę gorzowskiej „Casablanki” stanowiły czardasze Klausa np. „Zakochany Cygan”, „Cygański smak” czy „W rytmie czardasza”.
Od 1946 do 1970 był nauczycielem ognisk i szkół muzycznych w Gorzowie Wielkopolskim, Barlinku (1961-1966), Buku (1959-1961), Poznaniu (1950–1959). Uczył zarówno w placówkach państwowych, jak i szkołach prywatnych. Za swoją pracę pedagogiczną uzyskał szereg nagród, podziękowań i dyplomów.
Jego pasją na pograniczu sztuki artystycznej i rzemieślniczej będąca wielopokoleniową tradycją rodzinną było strojenie i naprawa akordeonów i fortepianów. Był twórcą oryginalnych narzędzi, klejów i metod naprawy akordeonów i fortepianów. Dyplom mistrzowski w tym zakresie zdobył w Poznaniu pod okiem prawnuka producenta fortepianów J. Bettinga.
Z okazji 80-lecia urodzin i 60-lecia pracy zawodowej, w 2006 roku gorzowscy muzycy nagrali płyty oraz przygotowali serię koncertów poświęconych twórczości Mariana Klausa. Na 750 lecie miasta Gorzowa Wielkopolskiego odbyły się dwa koncerty poświęcone twórczości Marian Klausa w Jazz Club „Pod Filarami” oraz dwa recitale fortepianowe w Szkole Muzycznej im. Władysława Ciesielskiego. Płyty i koncerty zaaranżowali (pochodzący z Gorzowa) pianiści Przemysław Raminiak i Dawid Troczewski.
Marian Klaus bywał wielokrotnie gościem regionalnych rozgłośni radiowych biorąc udział w audycjach poświęconym jego osobie, jak i historii muzycznej Gorzowa Wielkopolskiego. W prasie regionalnej od szeregu lat cyklicznie pojawiają się artykułu poświęcone Jego działalności zawodowej. Powstał też film nakręcony przez TVP Poznań „Moja Casablanca” reż. Marka Nowakowskiego (2003).
Klasa improwizacji w gorzowskiej szkole muzycznej nosi imię Mariana Klausa.